# Мостовський
Мостовське — селище міського типу на південному сході Краснодарського краю. Адміністративний центр і найбільший населений пункт Мостовського району. Центр Мостовського міського поселення.
Населення — 24,9 тис. осіб (2002).
Селище розташоване на лівому березі Лаби, за 32 км на південь від міста Лабинськ. Станція Мостовська на залізниці Курганінськ — Псебай. На протилежному боці річки розташована станиця Засовська.

## Адміністративний поділ
До складу міського поселення селище Мостовський входять також:
- хутір Веселий
- хутір Високий
- хутір Первомайський
- хутір Пролетарський
- хутір Садовий